# Tom Mitchell
Thomas Gordon Mitchell (Newport, 22 agosto 1944 – Cape Coral, 16 luglio 2017) è stato un giocatore di football americano statunitense che ha militato nel ruolo di tight end nell'American Football League (AFL) e nella National Football League (NFL).

## Carriera
Mitchell al college giocò a football alla Bucknell University. Fu scelto nel corso del terzo giro (58º assoluto) del Draft AFL 1966 dagli Oakland Raiders. Vi giocò per una sola stagione, con 14 presenze per 301 yard ricevute e un touchdown. Dopo un anno lontano dai campi gioco firmò con i Baltimore Colts della NFL. Con essi disputò due Super Bowl: il Super Bowl III, perso a sorpresa contro i New York Jets della AFL e il Super Bowl V due anni dopo, vinto contro i Dallas Cowboys per 16-13. Rimase con i Colts fino al 1973, dopo di che passò le ultime quattro stagioni della carriera con i San Francisco 49ers.

## Palmarès
- Campionati NFL : 1

Baltimore Colts: 1968
- Super Bowl : 1

Baltimore Colts: V
- American Football Conference Championship: 1

Baltimore Colts: 1970